# Április 16.
Április 16. az év 106. (szökőévben 107.) napja a Gergely-naptár szerint. Az évből még 259 nap van hátra.
Névnapok: Csongor + Áhim, Bánk, Bános, Bende, Bene, Benedek, Benediktusz, Bernadett, Bernadetta, Bernarda, Bernardina, Cecil, Cecilián, Detti, Joachim, Joáhim, Joakim, József, Lambert, Lamberta, Tercia, Zonga, Zongor

## Események

### Politikai események
- 1514 – Bakócz Tamás bíboros, Esztergom érseke, pápai legátusként közzéteszi X. Leó pápának a törökök ellen keresztes hadjáratot hirdető bulláját.[1]
- 1865 – A Pesti Naplóban (név nélkül) megjelenik  Deák Ferenc híres „húsvéti cikke”.[2]
- 1922 – A weimari köztársaság és az Oroszországi Szovjet Köztársaság külügyminiszterei aláírják a rapallói egyezményt a diplomáciai és kereskedelmi kapcsolatok felvételéről.[3]
- 1944
  - Megkezdődik a gettósítás Északkelet-Magyarországon és Kárpátalján.[4]
  - Második világháború: a brit–amerikai szövetséges légierő bombázza Belgrádot, 1100 ember hal meg.
- 1994 – Lelőnek egy brit Sea Harrier repülőgépet, amely részt vett a Bosznia-Hercegovinában tartózkodó UNPROFOR csapatok védelmét célzó, a NATO által végzett szoros légi támogató feladatban.
- 2003 – Magyarország (kilenc másik országgal együtt), Athénben aláírja az Európai Unióhoz csatlakozási szerződést, amely alapján 2004. május 1-jétől uniós tagállammá válik.[5]
- 2012 – Az Amerikai Egyesült Államok Kongresszusa megszavazza, hogy születésének 100. évfordulóján a legmagasabb amerikai elismeréssel, a Kongresszusi Aranyéremmel tüntessék ki Raoul Wallenberget.[6]

### Tudományos és gazdasági események
- 1705  – Anna brit királynő lovaggá ütötte Isaac Newtont.
- 1972 – Elindul az Apollo–16 űrhajó.[7]

### Kulturális események
- 2006 – Megkezdte sugárzását a Szent Korona Rádió.[8]

### Egyéb események
- 1912 – II. Abdul-Medzsid oszmán kalifa harmadik házassága; H. H. Atiya Mihisti Kadin Effendivel.

## Születések
- 1682 – John Hadley angol matematikus, csillagász, ő tökéletesítette a Newton-féle tükrös távcsövet († 1744)
- 1820 – Dobay József honvéd ezredes († 1898)
- 1838 – Wagner Sándor magyar festőművész[9] † 1919)
- 1844 – Anatole France (er. Jacques Anatole François Thibault), Nobel-díjas francia író († 1924)
- 1858 – Zala György magyar szobrászművész[10] († 1937)
- 1885 – Weiner Leó magyar zeneszerző[11] († 1960)
- 1889 – Charles Chaplin angol szárm. színész, filmrendező († 1977)
- 1894 – Anatolij Pavlovics Rjabov, erza nyelvész, pedagógus, az erza nyelv első professzora († 1938)
- 1896 – Makláry Zoltán Kossuth-díjas magyar színész, érdemes és kiváló művész[12] († 1978)
- 1896 – Tristan Tzara (er. Sami Rosenstock), román származású francia költő († 1963)
- 1899 – Louis Gerard francia autóversenyző († 2000)
- 1901 – Dinnyés Lajos kisgazdapárti politikus, miniszterelnök[13] († 1961)
- 1911 – Guy Burgess brit hírszerző, kettős ügynök, szovjet kém, a „Cambridge-i ötök” egyike († 1963)
- 1913 – Déri Mária magyar színésznő
- 1918 – Dick Gibson (Richard Gibson) brit autóversenyző († 2010)
- 1919 – Fráter Gedeon karmester († 1998)
- 1921 – Peter Ustinov angol színész († 2004)
- 1922 – Párdi Imre magyar politikus, az Országos Tervhivatal elnöke (1967-1973)
- 1925 – Piero Valenzano olasz autóversenyző († 1955)
- 1927 – XVI. Benedek pápa[14] († 2022)
- 1927 – Bob Cortner amerikai autóversenyző († 1959)
- 1930 – Valastyán Mihály magyar ének- és zenetanár, főiskolai docens, karnagy, rádióbemondó († 2013)
- 1932 – Polyák Imre olimpiai bajnok kötöttfogású birkózó, a nemzet sportolója († 2010)
- 1939 – Dusty Springfield angol soul-pop énekesnő, a 60-as évek zenei ikonja († 1999)
- 1940 – II. Margit dán királynő
- 1946 – Ramaz Giorgobiani grúz színész, filmrendező, forgatókönyvíró († 1995)
- 1951 – Hunyadkürti György Jászai Mari-díjas magyar színész, érdemes és kiváló művész († 2024)
- 1960 – Pierre Littbarski német válogatott labdarúgó
- 1963 – Gesztesi Károly magyar színész, szinkronszínész († 2020)
- 1971 – Schobert Norbert magyar fitnesz-edző
- 1973 – Schell Judit Jászai Mari-díjas magyar színésznő érdemes művész
- 1979 – Christijan Albers holland autóversenyző
- 1982 – Gina Carano amerikai színésznő
- 1985 – Danny Pinheiro Rodrigues francia tornász
- 1985 – Benjamín Rojas argentin színész
- 1986 – Paul di Resta brit autóversenyző
- 1988 – Simon Child új-zélandi gyeplabdázó
- 1988 – Peter Liebers német műkorcsolyázó
- 1990 – Reggie Jackson olasz születésű amerikai kosárlabdázó
- 1990 – Calvin Kang szingapúri sprinter
- 1996 – Anya Taylor-Joy amerikai születésű brit-argentin színésznő
- 2001 – Tatiana Salcuțan moldáv úszó
- 2002 – Sadie Sink amerikai színésznő
- 2008 – Eleonóra belga hercegnő Fülöp belga király és Matilda belga királyné negyedik gyermeke.

## Halálozások
- 0069 – Otho római császár (* 32)
- 1521 – Hedvig tescheni hercegnő, Szapolyai István nádor felesége, I. János magyar király anyja (* 1469)
- 1756 – Jacques Cassini francia csillagász (* 1677)
- 1828 – Francisco de Goya spanyol festőművész (* 1746)
- 1830 – Katona József magyar költő, író, drámaíró[15] (* 1791)
- 1850 – Marie Tussaud (szül. Marie Grosholtz), elzászi származású francia viaszöntőnő, a londoni Madame Tussaud Panoptikum alapítója (* 1761)
- 1859 – Alexis de Tocqueville francia politikai gondolkodó, történész (* 1805)
- 1870 – Szentkirályi Zsigmond bányamérnök,  erdélyi bányakapitány, a Magyar Tudományos Akadémia levelező tagja.[16]
- 1879 – Bernadette Soubirous francia apáca, lourdes-i látnok (* 1844)
- 1902 – Bourbon Assisi Ferenc címzetes spanyol király, II. Izabella spanyol királynő férje (*1822)
- 1919 – Pósta Béla régész, egyetemi tanár[17]
- 1959 – Győrffy István botanikus, egyetemi tanár, az MTA tagja[18] (* 1880)
- 1966 – Jancsó Miklós Kossuth-díjas magyar gyógyszerész hisztokémikus, fiziológus[13] († (* 1903)
- 1970 – Váci Mihály magyar költő, műfordító[19] (* 1924)
- 1970 – Veres Péter magyar író, politikus[20] (* 1897)
- 1972 – Kavabata Jaszunari irodalmi Nobel-díjjal kitüntetett japán író, a huszadik századi japán irodalom kiemelkedő egyénisége (*1899)
- 1973 – Kertész István magyar zenekari és operakarmester[21] (* 1929)
- 1988 – José Dolhem francia autóversenyző (* 1944)
- 1998 – Alberto Calderón argentin matematikus (* 1920)
- 2009 – Rózsa-Flores Eduardo katona, író, költő, színész (* 1960)
- 2009 – Magyarosi Árpád énekes, zeneszerző, író (* 1981)
- 2010 – Popper Péter pszichológus, klinikai gyermek-szakpszichológus, pszichoterapeuta, egyetemi tanár (* 1933)
- 2012 – Palásthy György Balázs Béla-díjas magyar filmrendező (* 1931)
- 2012 – Polónyi Gyöngyi magyar színésznő (* 1942)
- 2015 – Ambrus Tamás magyar válogatott vízilabdakapus  (* 1964)
- 2019 – Bács Ferenc Kossuth-díjas magyar színművész (* 1936)
- 2021 – Törőcsik Mari háromszoros Kossuth- és kétszeres Jászai Mari-díjas magyar színművésznő,  a nemzet színésze és a nemzet művésze (* 1935)

## Nemzeti ünnepek, emléknapok, világnapok
- A Holokauszt magyarországi áldozatainak emléknapja (2001 - től)
- Dán Királyság: Nemzeti ünnep, II. Margit királynő születésnapja
- Mordvinföld: Az erza nyelv napja